# 陈燕燕 (演员)

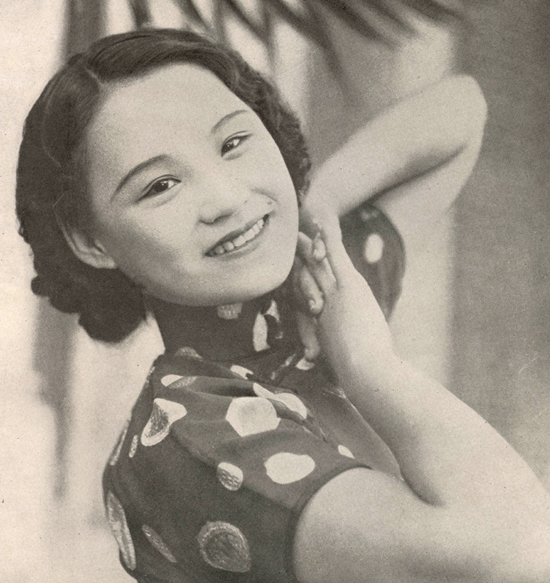
陳燕燕（1930年）

陈燕燕（1916年1月12日—1999年5月7日），原名陈茜茜，素有“南国乳燕”、“美丽的小鸟”之称。中国早期电影女演员，香港电影业女企业家。

## 生平
1916年生于上海，祖籍浙江宁波，另说生于宁波。早年在北平（今北京）发展演艺，是知名童星。1930年，年仅14岁，转道上海，入上海联华影业公司做练习生，出演配角。1932年，主演《南国之春》（蔡楚生导演），因主角“城里姑娘”一炮而红上海滩。因常在电影中扮演天真无暇之纯情少女，世称“美丽的小鸟”。1935年，在《寒江落雁》（马徐维邦导演）再次因精彩演技轰动影界，获称中国“悲剧皇后”。
在“联华”期间和首席摄影师黄绍芬结婚。陈后转入“新华”，陈黄亦离婚。上海“华影”曾以1000两黄金（当时女演员最高价）邀陈加盟主演《杨贵妃》，遭陈拒绝，成为影界一大新闻。婚後與老闆張善琨曾有一段情，為他生了一個孩子。
1949年，陈移居香港，与演员王豪结婚，并联手创办香港海燕影片公司。1972年曾息影，但于1981年復出，赴台湾加盟中国电视公司，出演电视剧如《昨夜星辰》等，获得好评。1999年在香港逝世。

## 代表电影
陈一生共拍摄逾70部电影，数部电视剧，演艺生涯跨越上海滩、香港、台湾三地，是一位传奇高产女演员。1930年出演处女作《自杀合同》。代表作有《南国之春》、《大路》、《家》、《不了情》等。

## 獲得獎項
- 第4屆亞洲影展-最佳女配角獎
- 第8屆亞洲影展-最佳女配角獎